# Pseudagrion coeleste
Pseudagrion coeleste – gatunek ważki z rodziny łątkowatych (Coenagrionidae). Występuje w Afryce Subsaharyjskiej.